# Вроцлавский диалект
Вроцлавский диалект (нем. Breslauisch, Breslauische Mundart, в диалекте — Brasselsch, Brasselsche Mundoar) — диалект немецкого языка, принадлежащий к силезской группе средненемецкого диалектного пространства.
До выселения немцев после второй мировой войны вроцлавский диалект активно использовался в польском городе Вроцлав. На сегодняшний день лишь единицы (немцы, избежавшие выселения) помнят диалект и могут его использовать.
Характерной фонетической особенностью является переход ü в краткое i (например: Kiche вместо Küche). Вместо обычного немецкого ударения на первом слоге (или на других слогах в заимствованиях) в диалекте используется ударение на втором слоге в многосложных словах (Tunell вместо Tunnel, Karussel вместо Karussell).
Как и для большинства Средне- и Южнонемецких диалектов, для вроцлавского диалекта характерно использование суффикса -l при образовании уменьшительно-ласкательных форм, например: Bänkl (для Bänkchen в стандартном немецком), Brötl (Brötchen), Gärtl (Gärtchen), Steckl (Stöckchen), Würschtl (Würstchen) и т. д.